# آرسن آواگیان (دیپلمات)
آرسن آواگیان (ارمنی: Արսեն Ավագյան؛ زادهٔ ۳۱ اکتبر ۱۹۷۲) یک دیپلمات اهل ارمنستان است که از تاریخ ۱۳ اکتبر ۲۰۲۱ تا کنون سمت سفیر جمهوری ارمنستان در ایران را برعهده دارد. آواگیان قبل از این انتصاب، ریاست اداره کل کشورهای همسایه وزارت امور خارجه ارمنستان را بر عهده داشت که شامل بخش‌های گرجستان، ایران، ترکیه، جمهوری آذربایجان و نیز بخش تعیین محدودیت‌ها می‌شد.

## زندگی‌نامه
در ۳۱ اکتبر ۱۹۷۲ در ایروان به دنیا آمد و از دانشکده تاریخ دانشگاه دولتی ایروان و آکادمی دیپلماتیک وزارت امور خارجه روسیه فارغ‌التحصیل شده‌است. وی از سال ۱۹۹۴ در وزارت امور خارجه جمهوری ارمنستان مشغول به خدمت است. آواکیان علاوه بر زبان مادری، به زبان‌های فارسی، روسی، انگلیسی و ترکی تسلط دارد.